# Mistrzostwa NCAA Division I w Zapasach w 1993
Mistrzostwa NCAA Division I w zapasach rozgrywane były w Ames w dniach 17–19 marca 1993 roku. Zawody odbyły się w Hilton Coliseum, na terenie Uniwersytetu Stanu Iowa.
- Outstanding Wrestler – Terry Steiner

## Wyniki

### Drużynowo
| Kolejność | Szkoła                                      | Zespół        |
| --------- | ------------------------------------------- | ------------- |
| 1.        | University of Iowa                          | Hawkeyes      |
| 2.        | Pennsylvania State University               | Nittany Lions |
| 3.        | University of Nebraska–Lincoln              | Cornhuskers   |
| 4.        | Arizona State University                    | Sun Devils    |
| 5.        | Ohio State                                  | Wolverines    |
| 6.        | Iowa State University                       | Cyclones      |
| 7.        | University of North Carolina at Chapel Hill | Tar Heels     |
| 8.        | California State University–Fresno          | Bulldogs      |

### All American

#### 118 lb
| Lp. | Zawodnik       | Szkoła              |
| --- | -------------- | ------------------- |
| 1.  | Sam Henson     | Clemson             |
| 2.  | Chad Zaputil   | Iowa                |
| 3.  | Lou Rosselli   | Edinboro            |
| 4.  | Eric Akin      | Iowa State          |
| 5.  | Michael Grubbs | Cal State Fullerton |
| 6.  | Matt Hanutke   | Wisconsin           |
| 7.  | David Land     | Maryland            |
| 8.  | John Buxton    | Nebraska            |

#### 126 lb
| Lp. | Zawodnik      | Szkoła        |
| --- | ------------- | ------------- |
| 1.  | Tony Purler   | Nebraska      |
| 2.  | Shawn Charles | Arizona State |
| 3.  | Adam DiSabato | Ohio State    |
| 4.  | Sanshirō Abe  | Penn State    |
| 5.  | David Hirsch  | Cornell       |
| 6.  | Dave Nieradka | Oregon State  |
| 7.  | Dane Campbell | Miami         |
| 8.  | Tim Harris    | Minnesota     |

#### 134 lb
| Lp. | Zawodnik        | Szkoła         |
| --- | --------------- | -------------- |
| 1.  | T.J. Jaworsky   | North Carolina |
| 2.  | Cary Kolat      | Penn State     |
| 3.  | Troy Steiner    | Iowa           |
| 4.  | Mark Fergeson   | Cornell        |
| 5.  | Harold Zinkin   | Fresno State   |
| 6.  | Ryan Hager      | Oklahoma       |
| 7.  | Frank Velazquez | Nebraska       |
| 8.  | Marco Sanchez   | Arizona State  |

#### 142 lb
| Lp. | Zawodnik           | Szkoła        |
| --- | ------------------ | ------------- |
| 1.  | Lincoln McIlravy   | Iowa          |
| 2.  | Gerry Abas         | Fresno State  |
| 3.  | Shannyn Gillespie  | Lock Haven    |
| 4.  | Stephen Marianetti | Illinois      |
| 5.  | Mike Elerman       | Nebraska      |
| 6.  | Tim Shifflet       | Edinboro      |
| 7.  | Jody Wilson        | Iowa State    |
| 8.  | Mike Swift         | California PA |

#### 150 lb
| Lp. | Zawodnik          | Szkoła        |
| --- | ----------------- | ------------- |
| 1.  | Terry Steiner     | Iowa          |
| 2.  | Troy Sunderland   | Penn State    |
| 3.  | Willy Short       | Minnesota     |
| 4.  | Joe Burke         | Seton Hall    |
| 5.  | Torrae Jackson    | Iowa State    |
| 6.  | Serge Mezheritsky | Fresno State  |
| 7.  | Steve Cassidy     | Lehigh        |
| 8.  | Steve Hartle      | Northern Iowa |

#### 158 lb
| Lp. | Zawodnik        | Szkoła             |
| --- | --------------- | ------------------ |
| 1.  | Markus Mollica  | Arizona State      |
| 2.  | Josh Robbins    | Penn State         |
| 3.  | Sean Bormet     | Michigan           |
| 4.  | Dan Wirnsberger | Michigan State     |
| 5.  | Doug Taylor     | West Virginia      |
| 6.  | Jim Prendergast | Southwest Missouri |
| 7.  | Mike Schyck     | Ohio State         |
| 8.  | Earl Harrison   | Iowa State         |

#### 167 lb
| Lp. | Zawodnik       | Szkoła               |
| --- | -------------- | -------------------- |
| 1.  | Ray Miller     | Arizona State        |
| 2.  | Shaon Fry      | Missouri             |
| 3.  | Dave Hart      | Penn State           |
| 4.  | Trent Flack    | Oregon State         |
| 5.  | Chris Kwortnik | North Carolina State |
| 6.  | Billy Kumprey  | Marquette            |
| 7.  | Rick Hepp      | Lehigh               |
| 8.  | Chris Studer   | Boston               |

#### 177 lb
| Lp. | Zawodnik        | Szkoła        |
| --- | --------------- | ------------- |
| 1.  | Kevin Randleman | Ohio State    |
| 2.  | Corey Olson     | Nebraska      |
| 3.  | Ray Brinzer     | Iowa          |
| 4.  | Matt Johnson    | Iowa State    |
| 5.  | Kyle Rackley    | Cornell       |
| 6.  | Brad Gibson     | Minnesota     |
| 7.  | Lanny Green     | Michigan      |
| 8.  | Pat Lynch       | Arizona State |

#### 190 lb
| Lp. | Zawodnik      | Szkoła       |
| --- | ------------- | ------------ |
| 1.  | Rex Holman    | Ohio State   |
| 2.  | Joel Sharratt | Iowa         |
| 3.  | Keith Davison | Wisconsin    |
| 4.  | John Hangey   | Rider        |
| 5.  | Jeff Kloiber  | Pittsburgh   |
| 6.  | Dan Troupe    | Iowa State   |
| 7.  | John Curtis   | George Mason |
| 8.  | Dale Budd     | Lock Haven   |

#### 275 lb
| Lp. | Zawodnik         | Szkoła               |
| --- | ---------------- | -------------------- |
| 1.  | Sylvester Terkay | North Carolina State |
| 2.  | Don Whipp        | Michigan State       |
| 3.  | John Oostendorp  | Iowa                 |
| 4.  | Rulon Gardner    | Nebraska             |
| 5.  | Billy Pierce     | Minnesota            |
| 6.  | Todd Kinney      | Iowa State           |
| 7.  | Steve King       | Michigan             |
| 8.  | Justin Greenlee  | Northern Iowa        |